# Arthur Conan Doyle
Pour les articles homonymes, voir Doyle.
Œuvres principales
Sherlock Holmes (4 romans et 56 nouvelles entre 1887 et 1930)
Arthur Conan Doyle (prononcé en anglais : /ˈɑːθə ˈkəʊnən dɔɪl/), né Arthur Ignatius Conan Doyle le 22 mai 1859 à Édimbourg en Écosse et mort le 7 juillet 1930 à Crowborough (Sussex de l'Est), est un écrivain et médecin écossais. Conan est son troisième prénom et son nom de famille est Doyle, mais il signe la plupart de ses écrits sous le nom de « A. Conan Doyle » — ce qui explique qu'il soit fréquemment désigné sous le nom de « Conan Doyle ».
Il doit sa célébrité à ses romans et nouvelles mettant en scène le détective Sherlock Holmes et, dans une moindre mesure, le professeur Challenger. Cet écrivain prolifique a également été l'auteur de pièces de théâtre et de poésies.
Alors qu'il rêvait d'accéder à la reconnaissance littéraire par ses romans historiques (La Compagnie Blanche, Sir Nigel), c'est finalement le roman policier qui permet à Doyle de passer à la postérité. Les enquêtes de Sherlock Holmes, dont il entame l'écriture pour des raisons alimentaires, connaîtront un triomphe populaire qui le dépassera largement, au point de parfois le rejeter. Il en écrit toutefois quatre romans — le plus célèbre étant Le Chien des Baskerville — et cinquante-six nouvelles, qui sont considérés comme une innovation majeure du genre policier, popularisant la figure du détective plusieurs décennies avant les romans d'Agatha Christie. Ses personnages et son univers restent omniprésents dans la culture populaire au XXIe siècle, à travers une multitude d'hommages et d'adaptations.
Il est élevé au rang de Chevalier du Très vénérable ordre de Saint-Jean par le roi Édouard VII le 24 octobre 1902 : il est donc le plus souvent nommé Sir Arthur Conan Doyle. Sur la fin de sa vie, marqué par de nombreux deuils, il s'investit dans des causes ayant trait au surnaturel aujourd'hui discréditées : ainsi, il défend le mouvement spiritualiste et soutient activement la thèse de l'existence des fées de Cottingley.

## Biographie

### Débuts et formation
Arthur Conan Doyle naît le 22 mai 1859 au 11 Picardy Place,, à Édimbourg en Écosse, dans une famille catholique. Il est le deuxième des dix enfants du peintre anglais Charles Altamont Doyle et de Mary Foley, d'origine irlandaise, mariés en 1855,. D'après la préface de la version française de La Compagnie blanche, il serait par ailleurs un descendant des ducs de Bretagne (Conan), et cet arbre généalogique serait à l'origine de sa passion pour l'Histoire (et ainsi de ses œuvres, La Compagnie Blanche et Sir Nigel). Conan est son troisième prénom, mais il l'associera plus tard à son patronyme.
Arthur Conan Doyle effectue sa scolarité primaire à l'école préparatoire des jésuites de Hodder Place (en), dans la ville de Hurst Green (en) — près de Clitheroe, dans le Lancashire. À l'âge de neuf ans, il est inscrit au collège de Stonyhurst qu'il quitte vers 1875, rejetant le christianisme avant de devenir agnostique. De 1876 à 1881, il étudie la médecine à l'université d'Édimbourg et effectue plusieurs stages à Aston (en) (actuellement un district de Birmingham) et à Sheffield. Tout en pratiquant la médecine, il commence à écrire des nouvelles dont les premières sont publiées dans le Chambers's Edinburgh Journal avant sa vingtième année.
Le 28 février 1880, alors qu'il est en 3e année de médecine, il s'embarque comme officier de santé à bord du navire baleinier Hope, dont le port d'attache est situé à Peterhead (Écosse) et commandé par le capitaine John Gray, pour une campagne de chasse au phoque et à la baleine qui durera jusqu'au 11 août 1881 et emmènera le navire au Groenland, au Spitzberg et aux Îles Féroé. D'après un journal intime publié à titre posthume, il a eu l'occasion durant cette campagne de participer à la manœuvre du navire et à la chasse à la baleine, de faire des observations scientifiques sur la faune marine arctique, et d'entretenir le moral de l'équipage en organisant des tournois de boxe (qu'il pratiquait en amateur éclairé). Une expérience qu'il jugera formatrice et enrichissante, et dont on retrouve la trace dans certaines de ses œuvres: sa toute première nouvelle  publiée, The Habakuk Jephson Statement (La Déposition d'Habakuk Jephson, Cornhill Magazine 1884 ) rédigée à ses moments perdus dans son cabinet médical en manque de clientèle à Portsmouth, est une version romancée du mystère d'un navire abandonné, la Mary Celeste , qui défraya la chronique à l'époque. L'enquête de Sherlock Holmes intitulée la Boîte en carton met en scène un crime passionnel  macabre à souhait, commis par un marin jaloux.[réf. souhaitée]
Après son diplôme de bachelier en médecine et de maître en chirurgie obtenu le 22 octobre 1881, l'autorisant à un exercice limité de la médecine générale, il sert quatre mois comme médecin de bord du bateau à vapeur à passagers SS Mayumba (port d'attache : Liverpool) effectuant un voyage sur la côte d'Afrique de l'Ouest [réf. nécessaire].
Il obtient son doctorat en 1885 avec une thèse consacrée au tabes dorsalis, une manifestation fréquente à l'époque des complications nerveuses tardives de la syphilis,.
En 1900, il part servir en tant que médecin dans un hôpital de campagne à Bloemfontein lors de la seconde guerre des Boers. Cet hôpital civil est financé par le philanthrope John Langman. La ville est alors en proie à une terrible épidémie de fièvre typhoïde. Une partie du personnel soignant de l'hôpital décède d'ailleurs de la maladie. Conan Doyle, vacciné avant son arrivée en Afrique du Sud, déplore dans son autobiographie que l'armée impériale ait perdu plus d'hommes à cause de la fièvre typhoïde qu'à cause des combats. C'est à une œuvre patriotique sur cette guerre en Afrique du Sud, The War in South Africa, publiée en 1902 qu'il doit d'être anobli.
John Dickson Carr (1906-1977), également écrivain doué de romans policiers et grand admirateur de l'inventeur de Sherlock Holmes, écrira la biographie de Sir Arthur Conan Doyle en 1949 avec l'aide du fils de ce dernier, Adrian Conan Doyle (The Life of Sir Arthur Conan Doyle).

### L'écrivain

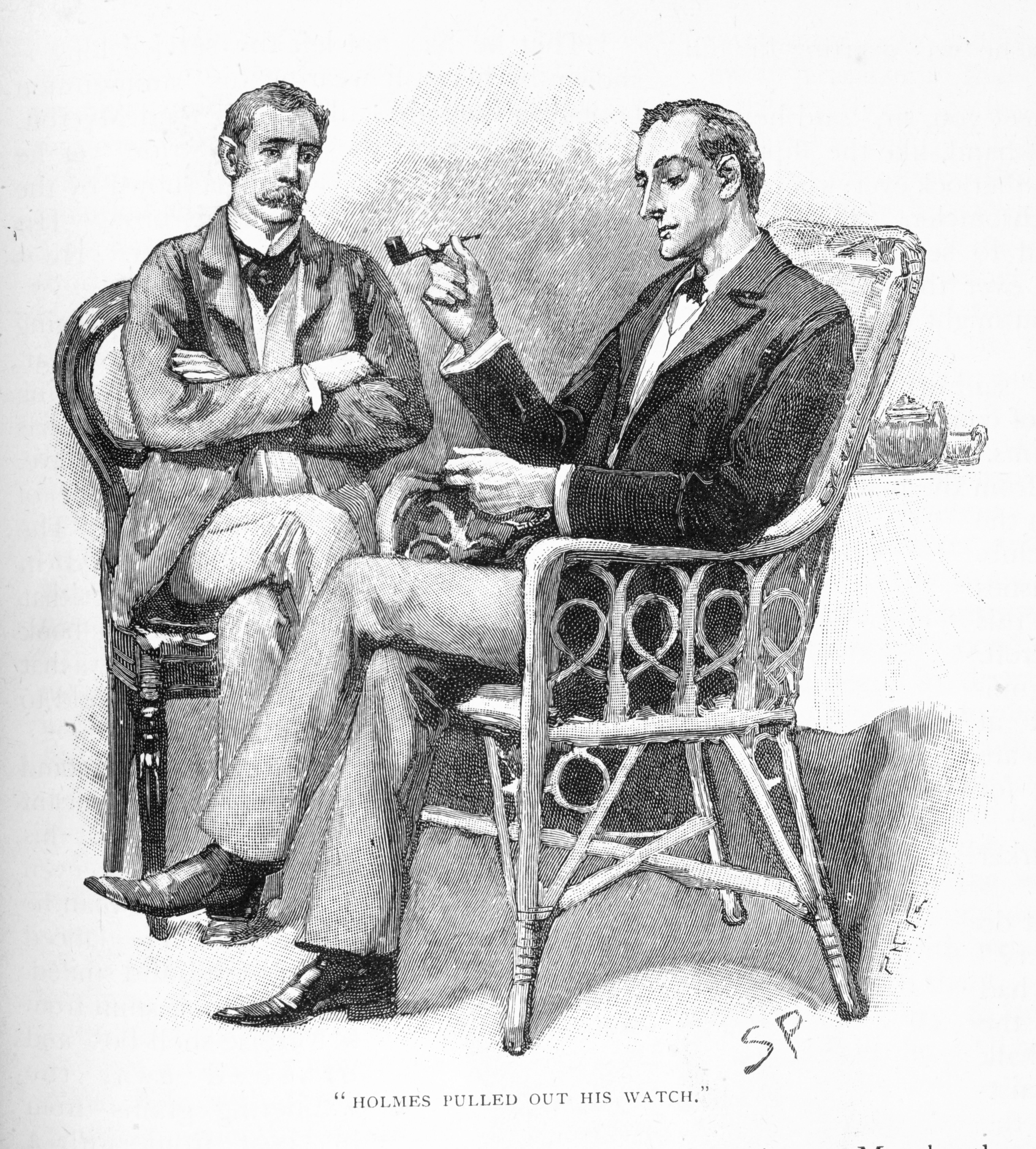
Sherlock Holmes (à droite) et le docteur Watson (à gauche), illustration de Sidney Paget pour la nouvelle L'Interprète grec.

En 1882, il s'associe avec son ancien camarade d'université, George Budd, dans un cabinet médical à Plymouth. Mais leur relation s'avère difficile et Doyle finit par s'installer indépendamment. Arrivant à Portsmouth en juin de cette même année avec moins de 10 £ à son nom, il ouvre son cabinet médical au 1 Bush Villas à Elm Grove, Southsea. Au début, le cabinet n'a pas un grand succès et, en attendant les patients, il recommence à écrire des histoires.
Son premier travail d'importance est Une étude en rouge, qui paraît dans le Beeton's Christmas Annual en 1887. C'est la première apparition de Sherlock Holmes, personnage en partie inspiré par son ancien professeur d'université, Joseph Bell, à qui Doyle écrit : « C'est très certainement à vous que je dois Sherlock Holmes. Autour du noyau déduction, inférence et observation que je vous ai entendu enseigner, j'ai essayé de construire un homme. » Cette similitude n'échappe pas à l'écrivain Robert Louis Stevenson, qui écrit à Doyle de la lointaine Samoa : « Mes compliments pour vos ingénieuses et intéressantes aventures de Sherlock Holmes… Peut-il s'agir de mon vieil ami Joe Bell ? » D'autres auteurs suggèrent des influences supplémentaires, comme le fameux personnage Auguste Dupin d'Edgar Allan Poe.
Vivant à Southsea, Arthur Conan Doyle joue au football dans un club amateur, le club de football de l'association de Portsmouth, occupant le poste de gardien, sous le pseudonyme de A. C. Smith,. Doyle est également un bon joueur de cricket et, entre 1899 et 1907, il joue dix matches de première classe pour le Marylebone Cricket Club. Son meilleur score : 43 contre le London County en 1902.

### L'homme et sa famille

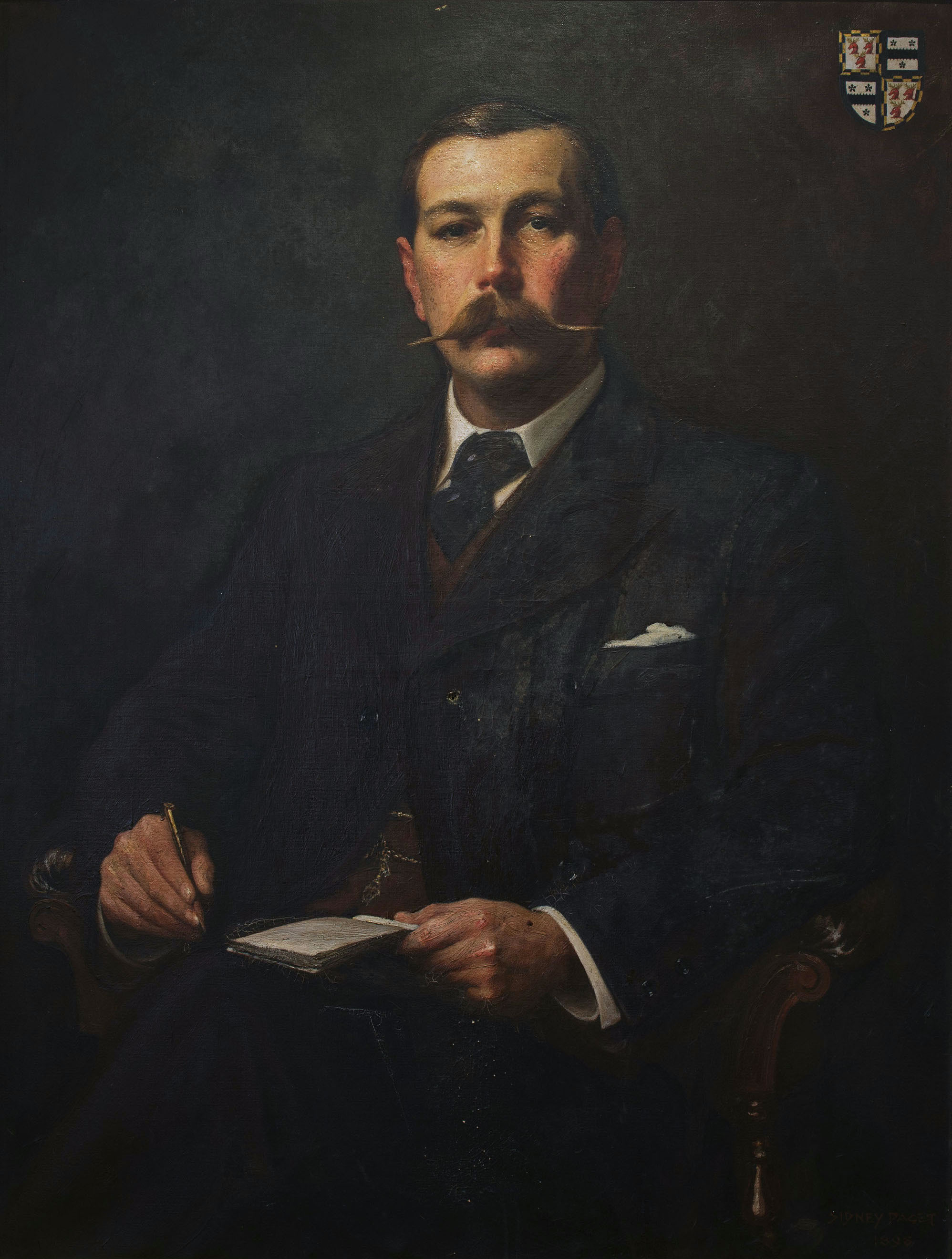
Portrait d'Arthur Conan Doyle réalisé par Sidney Paget, 1897.

En 1885, il épouse Louisa Hawkins, surnommée « Touie », dont il avait soigné en vain le petit frère Jack, mort d'une méningite. Elle-même souffre d'une tuberculose et meurt le 4 juillet 1906. En 1907, il se remarie avec Jean Elizabeth Leckie, qu'il avait rencontrée en 1897. Jean décédera à Londres le 27 juin 1940.
Lors des séjours hivernaux dans les Alpes autrichiennes, qu'il fréquente pour soigner la santé de sa première épouse, il se lance dans d'audacieuses randonnées à ski avec un guide de montagne local. Il écrit un article sur le sujet qui contribue à la popularisation de ce sport alors relativement inconnu.
Doyle a eu cinq enfants, deux de sa première épouse — Mary Louise (28 janvier 1889 – 12 juin 1976) et Arthur Alleyne Kingsley, connu sous le nom de Kingsley (15 novembre 1892 – 28 octobre 1918) — et trois de sa seconde épouse — Denis Percy Stewart (17 mars 1909 – 9 mars 1955), qui devint le second époux en 1936 de la princesse géorgienne Nin Mdivani (environ 1910 – 19 février 1987), Adrian Malcolm (1910 – 1970) et Jean Lena Annette (1912 – 1997).
En 1893, sa sœur Constance épouse Ernest William Hornung, créateur du personnage de Raffles, un gentleman cambrioleur.

### La «mort» de Sherlock Holmes

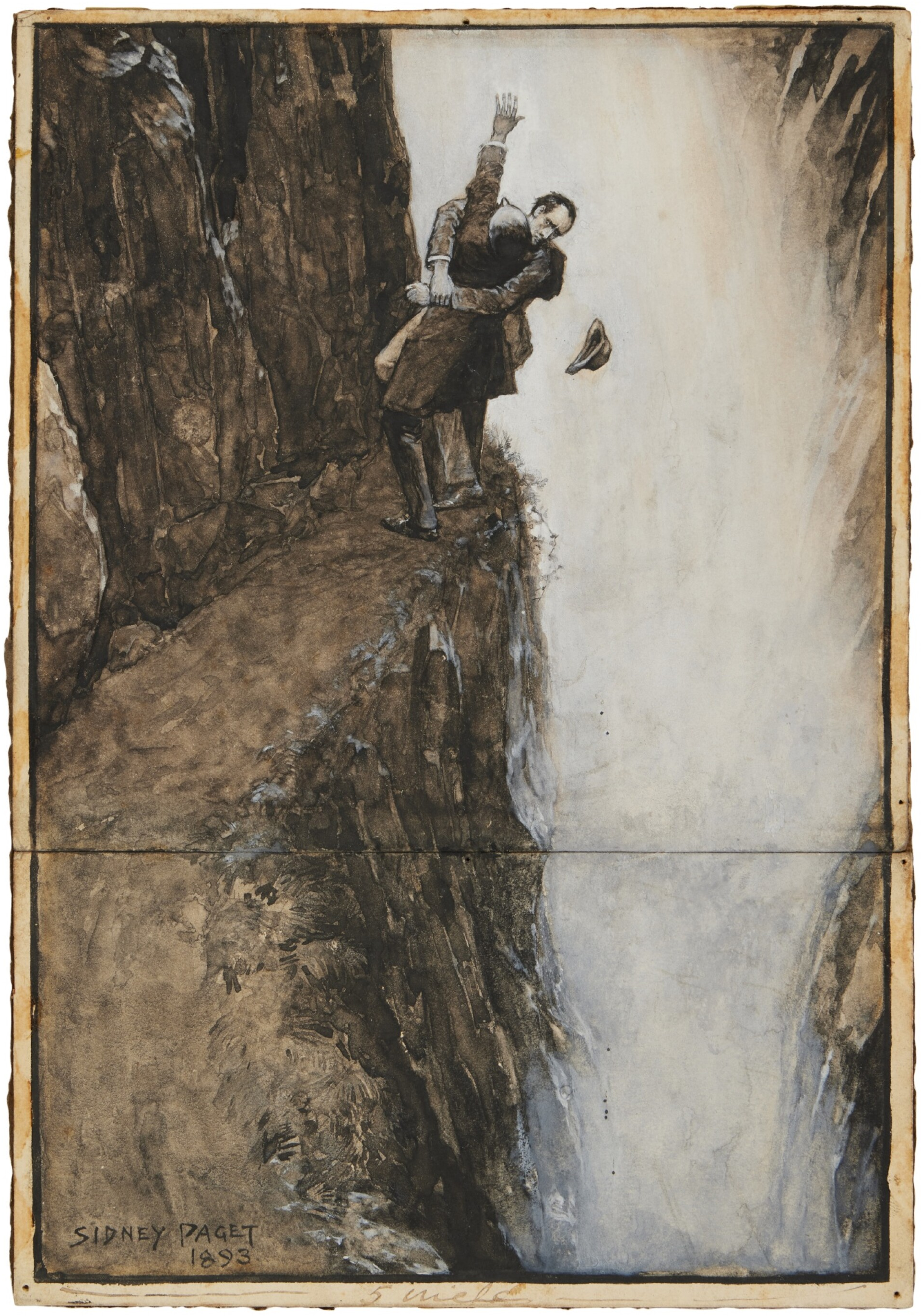
Holmes et Moriarty se battant au-dessus des chutes du Reichenbach. Illustration de Sidney Paget.

En 1890, Doyle étudie l'ophtalmologie à Vienne et emménage à Londres en 1891 pour s'établir comme ophtalmologue. Il écrit dans son autobiographie qu'aucun patient ne franchit le seuil de sa porte. Cela lui donne plus de temps pour l'écriture. Au printemps 1891, il décide de publier les enquêtes de Sherlock Holmes en feuilleton dans The Strand Magazine, dans un format qui n'excède pas une vingtaine de pages pour correspondre à un trajet en train à destination de la grande banlieue de Londres. En novembre 1891, il écrit à sa mère : « Je réfléchis à tuer Holmes ; […] et le liquider corps et âme. Il me détourne l'esprit de meilleures choses. » Sa mère lui répond : « Faites comme bon vous semble, mais le public ne le prendra pas de gaieté de cœur. » C'est chose faite en décembre 1893, quand paraît la nouvelle Le Dernier Problème : Holmes disparaît dans les chutes du Reichenbach avec le professeur Moriarty.
Doyle peut alors consacrer plus de temps aux œuvres qui sont les plus « importantes » à ses yeux, ses romans historiques. Ainsi, quatorze ans après La Compagnie blanche, son roman préféré, il en rédige la suite, Sir Nigel. Toutefois, sous la pression des lecteurs, et aussi pour des raisons financières[réf. souhaitée], il est finalement contraint de publier de nouvelles aventures de Sherlock Holmes. Celui-ci réapparaît pour la première fois dans Le Chien des Baskerville en 1901.
Il se remet à l'ouvrage en 1903, avec la nouvelle La Maison vide. Il y explique que seul Moriarty a fait une chute fatale, et que Holmes a laissé croire à sa mort pour se protéger d'autres dangereux ennemis, notamment l'exécuteur des basses œuvres du professeur, le colonel Sebastian Moran.
Au total, Holmes apparaît dans 56 nouvelles et 4 romans d'Arthur Conan Doyle (il est apparu depuis dans de nombreux romans et histoires écrits par d'autres auteurs).

### Engagements politiques
Après la seconde guerre des Boers en Afrique du Sud à l'aube du XXe siècle et la condamnation de la conduite du Royaume-Uni par le monde entier, Doyle écrit un court pamphlet intitulé La Guerre en Afrique du Sud : sa cause et sa conduite, qui justifie le rôle de son pays dans cette guerre et qui est largement traduit. Cet ouvrage suscite en Angleterre même de nombreuses réactions hostiles.
Doyle pensait que ce pamphlet était à l'origine de son adoubement, qui le fait chevalier en 1902, et de sa nomination au titre de Lieutenant adjoint du Surrey. Il écrit en 1900 un livre plus important : La Grande Guerre des Boers. Au début du XXe siècle, Arthur se présente par deux fois au Parlement sous la bannière du parti des unionistes libéraux, une première fois à Édimbourg et une autre à Hawick Burghs. Bien qu'il ait obtenu un score respectable, il n'est pas élu.
Doyle s'implique dans la campagne pour la réforme de l'État indépendant du Congo, menée par le journaliste Edmund Dene Morel et par le diplomate Roger Casement. Au cours de l'année 1909, il écrit Le Crime du Congo belge, un long pamphlet dans lequel il dénonce les horreurs d'une exploitation coloniale impitoyable. Il devient proche de Morel et Casement et il est possible qu'avec Bertram Fletcher Robinson, ceux-ci soient la source d'inspiration des personnages du roman Le Monde perdu (1912).
Il rompt avec ses deux partenaires quand Morel devient l'un des meneurs du mouvement pacifiste pendant la Première Guerre mondiale, et quand Casement est reconnu coupable de trahison envers le Royaume-Uni pendant l'insurrection de Pâques. Doyle tente, en vain, de sauver ce dernier de la peine de mort, en faisant valoir qu'il était devenu fou et n'était pas responsable de ses actes.

### Erreurs judiciaires
Doyle a personnellement enquêté sur deux affaires jugées, contribuant dans les deux cas à la libération des condamnés. Le premier cas, en 1906, impliquait un homme d'origine parsie, George Edalji, inculpé en décembre 1906 de chantage et d'abattage de bétail à Great Wyrley (Staffordshire). Doyle mena une énergique campagne de presse mettant en relief les multiples points d'ombre de l'affaire et Edalji fut gracié en 1907. Le deuxième cas est celui d'Oscar Slater (1872-1948), un Juif allemand arrêté à New York et reconnu coupable de matraquage sur une femme de 82 ans, Miss Marion Gilchrist, à Glasgow le 21 décembre 1908. Slater fut condamné à mort par le tribunal de Glasgow en mai 1909, mais le mémoire en défense d’Ewing Speirs et une pétition signée de 20 000 citoyens permirent de commuer sa peine en détention à perpétuité. D'abord suspicieux, Doyle accepta à la demande des avocats de Slater de réexaminer l'affaire en vue d'une requête en appel, et il prit conscience des incohérences du dossier, qu'il dénonça, sans succès, dans un premier article : Slater devait continuer à purger sa peine jusqu'en 1927. Finalement, les deux principaux témoins de l'affaire, Helen Lambie et Mary Barrowman, se rétractèrent et Slater fut libéré le 27 novembre 1927. À la suite du procès en révision, le gouvernement accorda à Slater un dédommagement de 6 000 £.

### Spiritualisme
Il sort agnostique des écoles catholiques de son enfance, mais ce scepticisme ne l'empêchera pas, par la suite, de se consacrer au spiritualisme et d'écrire divers ouvrages dans lesquels il prétend prouver l'existence de la vie après la mort et la possibilité de communiquer avec l'au-delà.
Au cours de sa vie, il traverse une pénible série de deuils. Sa première épouse, Louisa, tuberculeuse, décède en 1906. Son fils Kingsley succombe le 28 octobre 1918 d'une pneumonie qu'il avait contractée au cours de sa convalescence, après avoir été sérieusement blessé pendant la bataille de la Somme deux ans auparavant. Le frère cadet d'Arthur Conan Doyle, John Francis Innes Hay Doylen (dit Innes ou Duff), brigadier-général, meurt également d'une pneumonie en 1919. La Première Guerre mondiale lui enlève encore ses deux beaux-frères (dont l'un était Ernest William Hornung, l'auteur de Raffles), et ses deux neveux.
À la suite de ces événements, Doyle sombre dans une dépression. Il trouve le réconfort en défendant le spiritualisme et ses supposées preuves scientifiques de l'existence outre-tombe, et s'inspirera de ses recherches pour un roman du cycle des Professeur Challenger sur le sujet : Au pays des brumes.
Son livre La Venue des fées (1921) montre qu'il était apparemment convaincu de la véracité des photographies des Fées de Cottingley, qu'il a reproduites dans son livre, regroupées avec des théories sur la nature et l'existence des fées et des esprits. Dans son ouvrage L'Histoire du spiritualisme (1926), Doyle loue les phénomènes psychiques et les matérialisations d'esprits produites par Eusapia Palladino et Mina Crandon (en). Son travail sur le sujet est une des raisons pour lesquelles une série de ses nouvelles des Aventures de Sherlock Holmes a été interdite en Union soviétique en 1929 pour occultisme.
Doyle s'était lié d'amitié avec le magicien américain Harry Houdini, qui devint lui-même un fervent opposant au mouvement spiritualiste dans les années 1920, à la suite du décès de sa mère bien-aimée. Bien qu'Houdini ait insisté sur le fait que les médiums spiritualistes utilisaient des supercheries (et qu'il se soit continuellement efforcé de révéler leurs tricheries), Doyle se convainc qu'Houdini possédait lui-même des pouvoirs supranaturels ; il exprime ce point de vue dans son livre Le Bord de l'inconnu. Houdini se trouvait apparemment dans l'impossibilité de convaincre Doyle que ses exploits n'étaient que des tours de magie. Ce conflit entraîna l'épuisement d'un public amer tiraillé entre les deux interprétations.
Reprenant une accusation formulée plusieurs fois depuis 1954, Richard Milner, un historien des sciences américain et éditeur du magazine Natural History, avance, en 1996, que Doyle pourrait avoir été l'auteur du canular de l'homme de Piltdown, qui a trompé le monde scientifique pendant plus de quarante ans. Milner affirme que Doyle avait un mobile, à savoir une vengeance concernant la création scientifique pour discréditer l'un de ses médiums préférés, et que Le Monde perdu contient plusieurs indices cryptés concernant son implication dans le canular. Cette hypothèse de Milner, critiquée par Elliott & Pilot en 1996, sera reprise par Highfield en 1997. La désignation d'Arthur Conan Doyle comme l'auteur du canular, si elle a la faveur des journalistes, n'a pas celle des historiens.
Samuel Rosenberg, dans son livre de 1974 Naked is the best disguise (La nudité est le meilleur des déguisements), montre que Doyle a parsemé ses écrits d'indices qui ont trait à des aspects occultés de sa personnalité.

### Mort

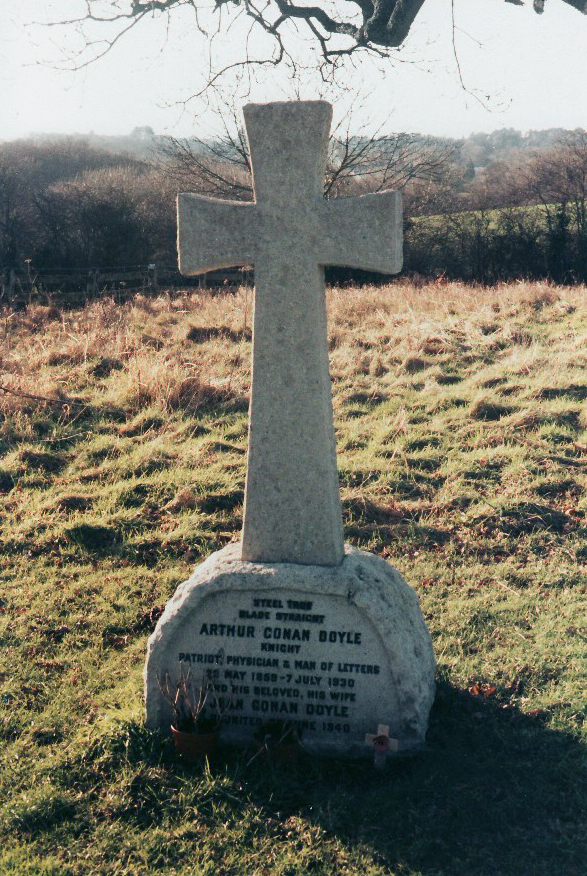
Tombe d'Arthur Conan Doyle à Minstead, Angleterre.

Doyle est retrouvé se tenant la poitrine dans le hall de Windlesham, sa maison de Crowborough, dans l'East Sussex, le 7 juillet 1930. Il meurt d'une attaque cardiaque, âgé de 71 ans. Ses derniers mots ont été adressés à son épouse : « Tu es merveilleuse. » L'épitaphe de sa tombe dans le cimetière de l'église de Minstead en New Forest, dans le Hampshire, dit : 	
« STEEL TRUE
BLADE STRAIGHT
ARTHUR CONAN DOYLE
KNIGHT
PATRIOT, PHYSICIAN & MAN OF LETTERS »
« VRAI COMME L'ACIER
DROIT COMME UNE LAME
ARTHUR CONAN DOYLE
CHEVALIER
PATRIOTE, MÉDECIN & HOMME DE LETTRES »
Undershaw, la maison que Doyle a construite près de Hindhead, dans le sud de Londres, et où il a vécu pendant dix ans, devient un hôtel de 1924 à 2004. Son sort est alors incertain. Le nouveau propriétaire obtient dans un premier temps l'accord de l'administration du district de Waverley pour son projet de conversion de la maison en plusieurs appartements, mais une association d'admirateurs de l'écrivain (l'undershaw Preservation Society) obtient l'annulation de la décision par la Haute Cour de justice en 2012. Un nouveau projet de reconversion d'Undershaw en école pour enfants handicapés obtient ensuite le soutien de l'association.
Une statue honore Arthur Conan Doyle à Crowborough Cross dans Crowborough, où il vécut pendant vingt-trois ans. Une autre, représentant Sherlock Holmes, a été dressée sur la place Picardy d'Édimbourg, en Écosse, près de la maison où Doyle est né.
Ironie de l'histoire, son œuvre historique, à laquelle il accordait la plus grande importance, est aujourd'hui presque oubliée. En revanche, son personnage de Sherlock Holmes, qu'il considérait comme une création alimentaire, est aujourd'hui mondialement célèbre.

## Distinctions et hommages
- Il a été fait chevalier par le roi Édouard VII le 24 octobre 1902[40].
- (7016) Conandoyle, astéroïde nommé en son nom.

## Œuvre

### SérieSherlock Holmes

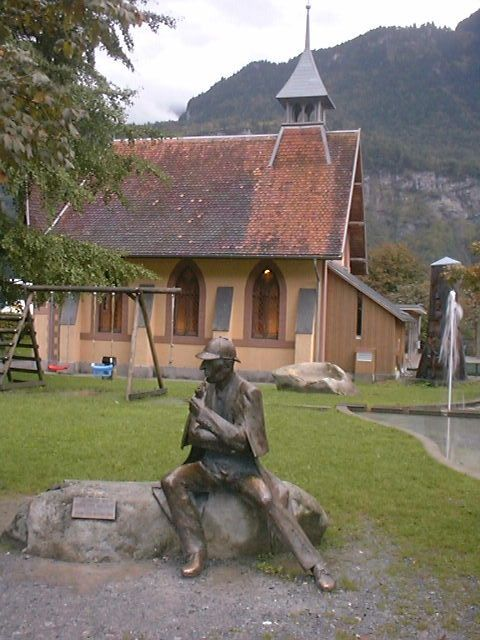
Statue de Sherlock Holmes à Meiringen (canton de Berne, Suisse).

Les Aventures de Sherlock Holmes comprennent quatre romans et cinquante-six nouvelles publiés entre 1887 et 1930.

#### Romans
- Une étude en rouge (A Study in Scarlet, 1887)
- Le Signe des quatre ou La Marque des Q (The Sign of the Four, 1890)
- Le Chien des Baskerville (The Hound of the Baskervilles, 1902)
- La Vallée de la peur (The Valley of Fear, 1915)

#### Recueils de nouvelles
- Les Aventures de Sherlock Holmes (The Adventures of Sherlock Holmes, 1892)
- Les Mémoires de Sherlock Holmes (The Memoirs of Sherlock Holmes, 1894)
- Le Retour de Sherlock Holmes (The Return of Sherlock Holmes, 1905)
- Son dernier coup d'archet (His Last Bow, 1917)
- Les Archives de Sherlock Holmes (The Case-book of Sherlock Holmes, 1927)
- Comment Watson apprit le truc (en) (How Watson learned the trick, 1924), pastiche d'Arthur Conan Doyle par lui-même, nouvelle écrite pour être incluse dans la maison de poupée de la Reine Mary.

### SérieLes Exploits du Professeur Challenger
- 1912 : Le Monde perdu (The Lost World)
- The Lost World1913 : La Ceinture empoisonnée (The Poison Belt)
- 1926 : Au pays des brumes (The Land of Mist)
- 1928 : Quand la terre hurla (When the World Screamed)
- 1929 : La Machine à désintégrer (The Disintegration Machine)

### Autres récits

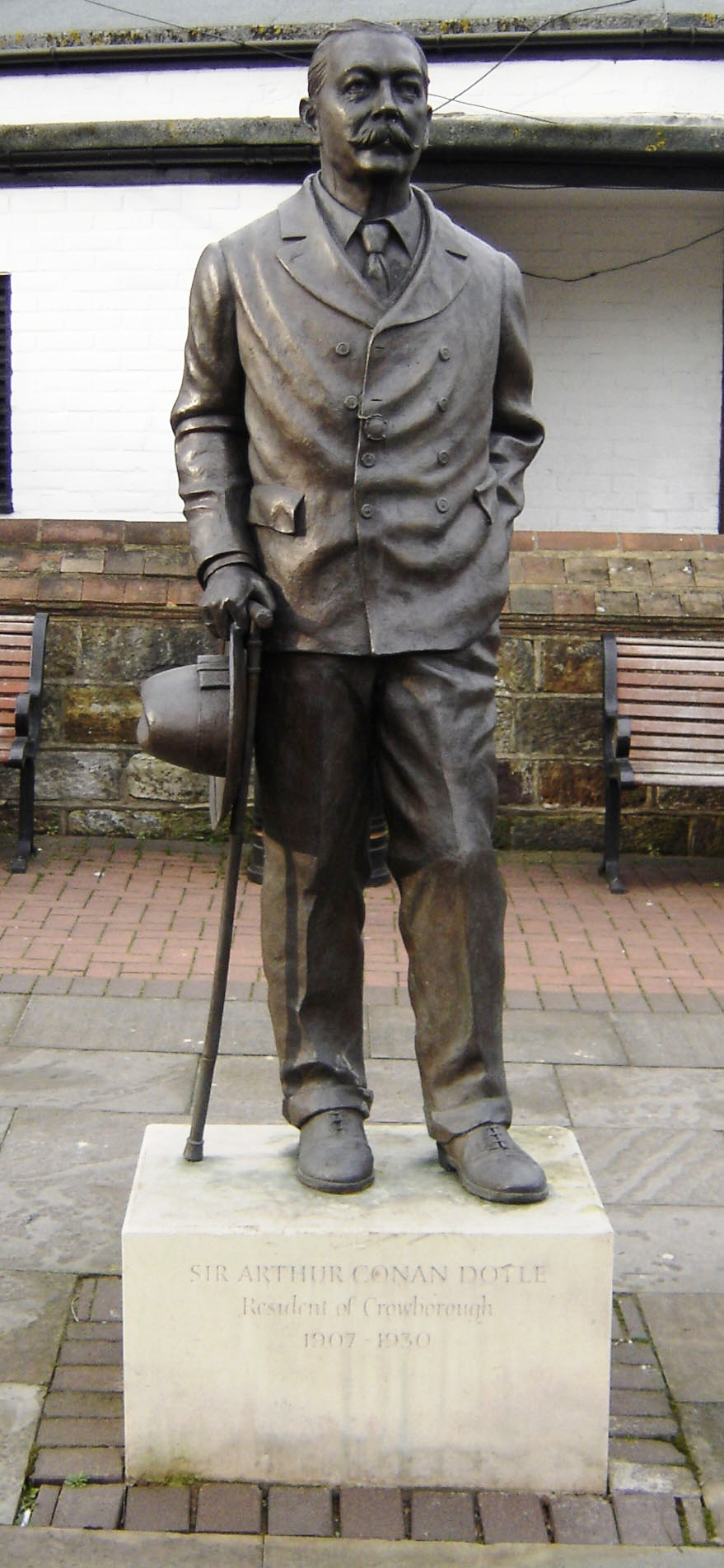
Statue d'Arthur Conan Doyle à Crowborough.

#### Romans «napoléoniens»
- 1892 : La Grande Ombre (it) (The Great Shadow), récit lié à Napoléon et à son emprise sur l'Europe.
- 1896 : Les Exploits du brigadier Gérard (The Exploits of Brigadier Gerard) — paru dans le numéro 140 de The Strand Magazine, inspiré de la vie du général d'Empire Gérard et du général Baron de Marbot
- 1897 : L'Oncle Bernac (Uncle Bernac), aussi connu en français sous le titre Un drame sous Napoléon Ier.
- 1903 : Les Aventures du brigadier Gérard (The Adventures of Gerard)

#### Autres romans
- Le Mystère de Cloomber (The Mystery of Cloomber, 1889)
- Micah Clarke (1889)
- Girdlestone et Cie (The Firm of Girdlestone, 1890)
- La Compagnie Blanche (The White Company, 1891)
- Raffles Haw (1892)
- Les Réfugiés (The Refugees, 1893), roman historique
- Le Possédé (The Parasite, 1894)
- Jim Harrison, boxeur (Rodney Stone, 1895) — aussi connu sous le titre : Rodney Stone ou les aventures d'un boxeur.
- Le Drame du Korosko ou La Tragédie du Korosko (The Tragedy of the Korosko (en), 1896)
- Hilda Wade, a woman with Tenacity of Purpose (1900, coauteur)
- Sir Nigel (1906)
- Le Cas Oscar Slater
- Le Crime du Congo belge (The Crime of the Congo), ouvrage militant dénonçant le Congo léopoldien (Londres 1909 et Paris 1910, réédition Bruxelles 2005)
- Le Gouffre Maracot (The Maracot Deep, 1929)
- Conan Doyle au pôle Nord, éditions Paulsen 2014

#### Nouvelles
- Sous la lampe rouge, recueil de quinze nouvelles liées à la vie médicale.
- La Force inconnue suivi de Terrifiant Mystère (nouvelle fantastique), recueil de deux nouvelles.

- Mystères et Aventures
  - Le Ravin de la digue de l'homme-bleu
  - Le Clergyman du ravin de Jackman
  - La Hachette d'argent
  - Une nuit chez les Nihilistes
  - Mon ami l'assassin
- Contes de terreur
  - L'Horreur en plein ciel
  - L'Entonnoir de cuir
  - De nouvelles catacombes
  - L'Affaire de lady Sannox
  - Le Trou du Blue John
  - Le Chat du Brésil
- Contes de crépuscule
  - La Main brune
  - Le Professeur de Lea House
  - B. 24
  - La Grande Expérience de Keinplatz
  - Une mosaïque littéraire
  - Jouer avec le feu ou En jouant avec le feu[41]
  - L'Anneau de Toth
  - Le Fiasco de Los Amigos
  - Comment la chose arriva
  - Le Lot n°249
  - De Profundis
  - L'Ascenseur
- Contes d'aventures
  - Les Débuts du Bimbashi Joyce
  - Le Médecin du Gaster Fell
  - Scènes de Borrow
  - L'Homme d'Arkhangelsk
  - Le Grand Moteur Brown-Pericord
  - La Chambre Scellée
- Contes de l'eau bleue ou Contes de la haute mer
  - Le Coffre à raies ou Le Coffre à rayure
  - Le Capitaine de l'« Étoile polaire »
  - Le Démon de la tonnellerie ou Le Diable de la tonnellerie
  - Le Voyage de Jelland
  - La Déposition de J. Habakuk Jephson
  - La Petite Boîte carrée
  - Le Monde perdu sous la mer
- Contes de pirates
  - Le Gouverneur de Saint Kitt
  - Les Rapports du capitaine Sharkey avec Stephen Craddock ou Tel est pris…
  - La Flétrissure de Sharkey ou Le Cadeau d'adieu du capitaine Hardy
  - Comment Copley Banks extermina le capitaine Sharkey ou Comment Copley Banks régla son compte au capitaine Sharkey
  - La « Claquante » ou Pirate sans doute, Anglais sûrement
  - Un pirate de la terre
- Contes d'autrefois
  - La Fin des Légions
  - La Dernière Galère
  - À travers le voile
  - L'Arrivée des Huns
  - Le Concours
  - Le Premier Navire
  - Un iconoclaste
  - Maximin le géant
  - L'Étoile rouge
  - Le Miroir d'argent
  - Le Retour au foyer
  - Un point de contact
- Contes du camp
  - Le Traînard de 1815
  - Le Pot de caviar
  - Le Drapeau vert
  - Les Trois Correspondants
  - Le Mariage du Brigadier Gérard
  - Le Seigneur du Château Noir
- Contes du ring
  - Le Maître de Croxley
  - Le Seigneur de Falconbridge
  - La Chute de Lord Barrymore
  - Le Roi des renards
  - La Brute de Brocas Court
- Contes de médecins
  - Une femme de physiologiste
  - En retard sur le temps
  - Sa première opération
  - La Troisième Génération
  - La Malédiction d'Ève
  - Un document médical
  - Un médecin parle
  - Les Médecins de Hoyland
  - La Clientèle de Crabbe
- Contes de mystère
  - On a perdu un train spécial
  - Le Chasseur de coléoptères
  - L'Homme aux montres
  - La Boîte laquée
  - Le Médecin noir
  - Le Pectoral du grand-prêtre
  - Le Salon du cauchemar
- Autres contes
  - L'Épicier au pied-bot
  - Danger !
  - La Défense de l'accusé
  - L'Amnésie de John Huxford
  - La Retraite de signor Lambert
  - Une aventure au Foreign Office
  - Amoureux
  - Une question de diplomatie
  - Le Manoir hanté de Goresthorpe
  - Un faux départ
  - Les Os
  - Le Mystère de la vallée de Sasassa
  - Le Récit de l’Américain
  - L'Oncle Jérémie et les siens
  - John Barrington Cowles
  - Un vétéran
  - Une éprouvante nuit de Noël ou Ma conférence sur la dynamite
  - L'Histoire du cocher ou Les Mystères d'un fiacre londonien
  - Scandale au régiment
  - La Voix de la science
  - La Confession
  - Le Centurion
  - À deux doigts de la mort
  - La Pierre de Boxman's Drift
  - Le Choix du colonel
  - La Tragédie du Flowery Land
  - Un tableau de la Régence
  - Le Dernier Recours
  - La Fin de Devil Hawker
  - Gentleman Joe
  - Le Dernier Tireur
  - L'Héritière de Glennahowley
  - Les Tragédiens
  - Le Sort de l'Évangéline
  - Le Visiteur de minuit
  - Une bien triste histoire
  - Les Souvenirs du capitaine Wilkie
  - Le Voyage de la mort
  - Le Magazine de la paroisse
  - Horreur Pastorale
  - Le Visiteur inattendu
- Idylle de banlieue (1892)
- Un duo (1899)
- Un début en médecine (1895)
- Notre-Dame de la mort
- Notre cagnotte du derby
- La Pièce de musée
- Les Lettres de Stark Munro
- Retiré des affaires
- L’Étrange Collègue
- L’Île hantée
- L'Horreur des altitudes (en)[41]
- Les Trois Fiancés morts (John Barrington Cowles)[41]

#### Essais

##### Autobiographique
- Ma vie aventureuse, traduit par Louis Labat (édition française : Albin Michel, 1932)

##### Sur le spiritualisme
- La Nouvelle Révélation (trad. A. Tougard de Boismilon), Paris-Lausanne, Payot, 1919 (1re éd. 1918), 175 p. (lire en ligne  [PDF])
- The Coming Of The Fairies, 1922, livre sur l'affaire des fées de Cottingley, traduit en 1997 : Les fées sont parmi nous - une enquête inédite (traduction, pour l'éditeur J.-C. Lattès).
- The Wanderings of a Spiritualist, 1922, carnets de voyage racontant sa tournée de conférences spirites à travers les pays du Commonwealth, ouvrage traduit en français sous le titre Les Pérégrinations d'un Spirite (éditions Fantaisium 2019).
- Our American Adventure, 1923, carnets de voyage racontant sa tournée de conférences spirites à travers l'est des États-Unis, ouvrage traduit en français sous le titre Notre aventure américaine (éditions Fantaisium 2019).
- Our Second American Adventure, 1924, carnets de voyage racontant sa tournée de conférences spirites à travers l'ouest des États-Unis et le Canada, ouvrage traduit en français sous le titre Notre aventure américaine (éditions Fantaisium 2019).
- Histoire du spiritisme [« The History of Spiritualism »] (traduit par Claude Gilbert) (1re éd. 1926) (lire en ligne )

##### Historiques
- The War in South Africa: Its Cause and Conduct, Jazzybee Verlag editor, p. 126,  (ISBN 978-3849688899).
- The Great Boer War, Smith, Elder & Co., p. 476, 1900 ; trad. fr. La guerre des Boers, traduit, présenté et annoté par Quentin Marais, Paris, Passés/Composés, 558 p., 2024  (ISBN 979-1040406228)
- The Crime of the Congo, Paperback ed., Cambridge Scholars Publishing, 1909,  (ISBN 9781443814386).

### Éditions des œuvres complètes en français
- Œuvres complètes, Éditions Beckers, 1966-1967.
- Inédits et introuvables, Robert Laffont, coll. Bouquins, 1992.
- Les Exploits du Pr Challenger et autres aventures étranges, Robert Laffont, coll. Bouquins, 1989.
- L'Intégrale, dont le Théâtre complet (20 vol.), Club Néo, 1986-1992.
- Sherlock Holmes, Gallimard, Bibliothèque de la Pléiade, 2025.

## Adaptations de son œuvre

### Au cinéma
| Les histoires de Sherlock Holmes - 1929 : Le Retour de Sherlock Holmes de Basil Dean - 1932 : Le Chien des Baskerville de Gareth Gundrey - 1939 : Le Chien des Baskerville de Sidney Lanfield - 1939 : Sherlock Holmes d'Alfred L. Werker - 1942 : Sherlock Holmes et l'Arme secrète de Roy William Neill - 1959 : Le Chien des Baskerville de Terence Fisher - 1962 : Sherlock Holmes et le Collier de la mort de Terence Fisher et Frank Winterstein - 1970 : La Vie privée de Sherlock Holmes de Billy Wilder - 1978 : Le Chien des Baskerville de Paul Morrissey - 1988 : Le Chien des Baskerville (The Hound of the Baskervilles) de Brian Mills - 2009 : Sherlock Holmes de Guy Ritchie - 2012 : Sherlock Holmes : Jeu d'ombres de Guy Ritchie - 2015 : Mr. Holmes de Bill Condon - 2020 : Enola Holmes de Harry Bradbeer (uniquement certains personnages) - 2022 : Enola Holmes 2 de Harry Bradbeer (uniquement certains personnages) | Les histoires du professeur Challenger - 1925 : Le Monde perdu d'Harry O. Hoyt - 1960 : Le Monde perdu d'Irwin Allen - 1998 : Le Monde perdu de Bob Keen (en) Les Exploits du brigadier Gérard et Les Aventures du brigadier Gérard - 1927 : Le Brigadier Gérard de Donald Crisp - 1970 : Les Aventures du brigadier Gérard de Jerzy Skolimowski |

### À la télévision
| Les histoires de Sherlock Holmes - 1971 : Les Rivaux de Sherlock Holmes - 1976 : Sherlock Holmes in New York de Boris Sagal - 1984-1994 : Sherlock Holmes de Michael Cox - 1990 : Sherlock Holmes and the Leading Lady de Peter Sasdy - 2000 : Le Chien des Baskerville de Rodney Gibbons - 2001 : Le Signe des quatre de Rodney Gibbons - 2001 : Crime en Bohême de Rodney Gibbons - 2010 – en production : Sherlock de Mark Gatiss et Steven Moffat - 2012 – 2019 : Elementary de Robert Doherty | Les histoires du professeur Challenger - 1999 : Le Monde perdu de John Landis - 2000 : Aventures dans le monde perdu de Sir Conan Doyle - 2001 : Les Aventuriers du monde perdu de Stuart Orme |

### Écrites
Arthur Conan Doyle a inspiré d'autres écrivains jusqu'à devenir un personnage de fiction lui-même. On le retrouve notamment dans :
- 1993 : La Liste des sept (The List of Seven) de Mark Frost ;
- 1994 : Nevermore, de William Hjortsberg ;
- 1995 : Les 6 Messies (The Six Messiahs) de Mark Frost ;
- 1995 : Le Monde perdu (The Lost World) de Michael Crichton ;
- 2002 : L'instinct de l'équarrisseur de Thomas Day ;
- 2011 : Le Nouveau Sherlock Holmes : La Maison de Soie (The House of Silk) d'Anthony Horowitz ;
- 2016 : Les Aventures de Sherlock Holmes, l'intégrale des nouvelles (traduction d'Éric Wittersheim).

### En jeux vidéo
La série de jeu Professeur Layton est notamment inspirée des aventures de Sherlock Holmes.

#### Bases de données et dictionnaires
- Site officiel
- Ressources relatives à l'audiovisuel :   - AllMovie
  - Allociné
  - American Film Institute
  - British Film Institute
  - Ciné-Ressources
  - Filmportal
  - Filmweb.pl
  - IMDb
  - Rotten Tomatoes
- Ressources relatives à la littérature :   - The Encyclopedia of Science Fiction
  - Internet Speculative Fiction Database
  - NooSFere
  - Poetry Foundation
  - Tor.com
- Ressources relatives à la musique :   - International Music Score Library Project
  - Carnegie Hall
  - Discogs
  - MusicBrainz
  - Muziekweb
- Ressources relatives au spectacle :   - Les Archives du spectacle
  - Internet Broadway Database
  - L’Officiel des spectacles
  - TheatreOnline
- Ressources relatives aux beaux-arts :   - Bridgeman Art Library
  - British Museum
  - Musée d'Orsay
  - National Portrait Gallery
- Ressources relatives à la bande dessinée :   - BD Gest'
  - Comic Vine
  - Tebeosfera
- Ressources relatives à plusieurs domaines :   - Metacritic
  - Radio France
- Ressource relative à la santé :   - Bibliothèque interuniversitaire de santé
- Notices dans des dictionnaires ou encyclopédies généralistes :   - Britannica
  - Brockhaus
  - Den Store Danske Encyklopædi
  - Deutsche Biographie
  - Dictionary of Sydney
  - Enciclopedia italiana
  - Enciclopedia De Agostini
  - Gran Enciclopèdia Catalana
  - Hrvatska Enciklopedija
  - Internetowa encyklopedia PWN
  - Nationalencyklopedin
  - Oxford Dictionary of National Biography
  - Proleksis enciklopedija
  - Store norske leksikon
  - Treccani
  - Universalis
  - Visuotinė lietuvių enciklopedija
- Notices d'autorité :   - VIAF
  - ISNI
  - BnF (données)
  - IdRef
  - LCCN
  - GND
  - Italie
  - Japon
  - CiNii
  - Espagne
  - Belgique
  - Pays-Bas
  - Pologne
  - Israël
  - NUKAT
  - Catalogne
  - Suède
  - Vatican